# Василь Гарванлієв
Василь Гарванлієв (мак. Васил Гарванлиев; нар. 2 листопада 1984, Струмиця, СР Македонія, СФРЮ), також відомий під сценічним ім'ям Vasil — македонський співак. Він повинен був представляти Північну Македонію з піснею «You» на Євробаченні 2020 у Роттердамі до того, як шоу було скасовано.

## Життєпис

### Ранні роки
Народився 2 листопада 1984 року в Струмиці. У 1997 році у розпал Косовської війни родина переїхала до США. З 1999 по 2003 роки він був членом Чиказького дитячого хору.
Він навчався в Театральній академії Ла Скала в Мілані та Королівській музичній консерваторії в Торонто.

### Пісенний конкурс Євробачення
Василь вперше мав на меті представити свою країну на пісенному конкурсі Євробачення в 2007 році, для цього він представив пісню «Помогни ми» (Допоможи мені) власного авторства. посіла 13 місце на конкурсі.
Гарванлієв був бек-вокалістом під час виступу Північної Македонії на пісенному конкурсі Євробачення 2019 року. Тоді цю країну представляла співачка Тамара Тодевська з піснею «Proud». Цей виступ зайняв друге місце в півфіналі та сьоме у підсумку в фіналі. Це є найкращим досягненням Північної Македонії на Євробаченні.
15 січня 2020 року було оголошено, що національний мовник MRT внутрішнім відбором обрав Василя для представлення Північної Македонії на пісенному конкурсі Євробачення 2020 року в Роттердамі, Нідерланди. Але через пандемія коронавірусної хвороби, 18 березня 2020 року виконавчий продюсер Євробачення Юн Ула Сан повідомив про скасування цьорічного конкурсу та перенесення його на 2021 рік. На Євробаченні 2021 року він виконав свою пісню «Here I Stand» в першому півфіналі 18 травня, але не зміг претендувати на фінал.

## Особисте життя
У травні 2021 року Гарванлієв зізнався у тому що є геєм в інтерв'ю виданню Attitude, додавши, що він усвідомив свою гомосексуальність ще у старшій школі, і відтоді майже два десятиліття не приховував це від друзів та родини.